# Padre Burgos (Quezon)
Padre Burgos (Bayan ng Padre Burgos) är en kommun i Filippinerna. Kommunen ligger på ön Luzon, och tillhör provinsen Quezon. Folkmängden uppgår till 18 962 invånare.

## Barangayer
Padre Burgos är indelat i 22 barangayer.
| - Cabuyao Norte - Cabuyao Sur - Danlagan - Duhat - Hinguiwin - Kinagunan Ibaba - Kinagunan Ilaya - Lipata - Marao - Marquez - Burgos (Pob.) | - Campo (Pob.) - Basiao (Pob.) - Punta (Pob.) - Rizal - San Isidro - San Vicente - Sipa - Tulay Buhangin - Villapaz - Walay - Yawe |